# Різжак мексиканський
Різжа́к мексиканський (Campylorhynchus humilis) — вид горобцеподібних птахів родини воловоочкових (Troglodytidae). Ендемік Мексики. Раніше вважалися конспецифічним з рудошиїм різжаком, однак був визнаний окремим видом.

## Опис

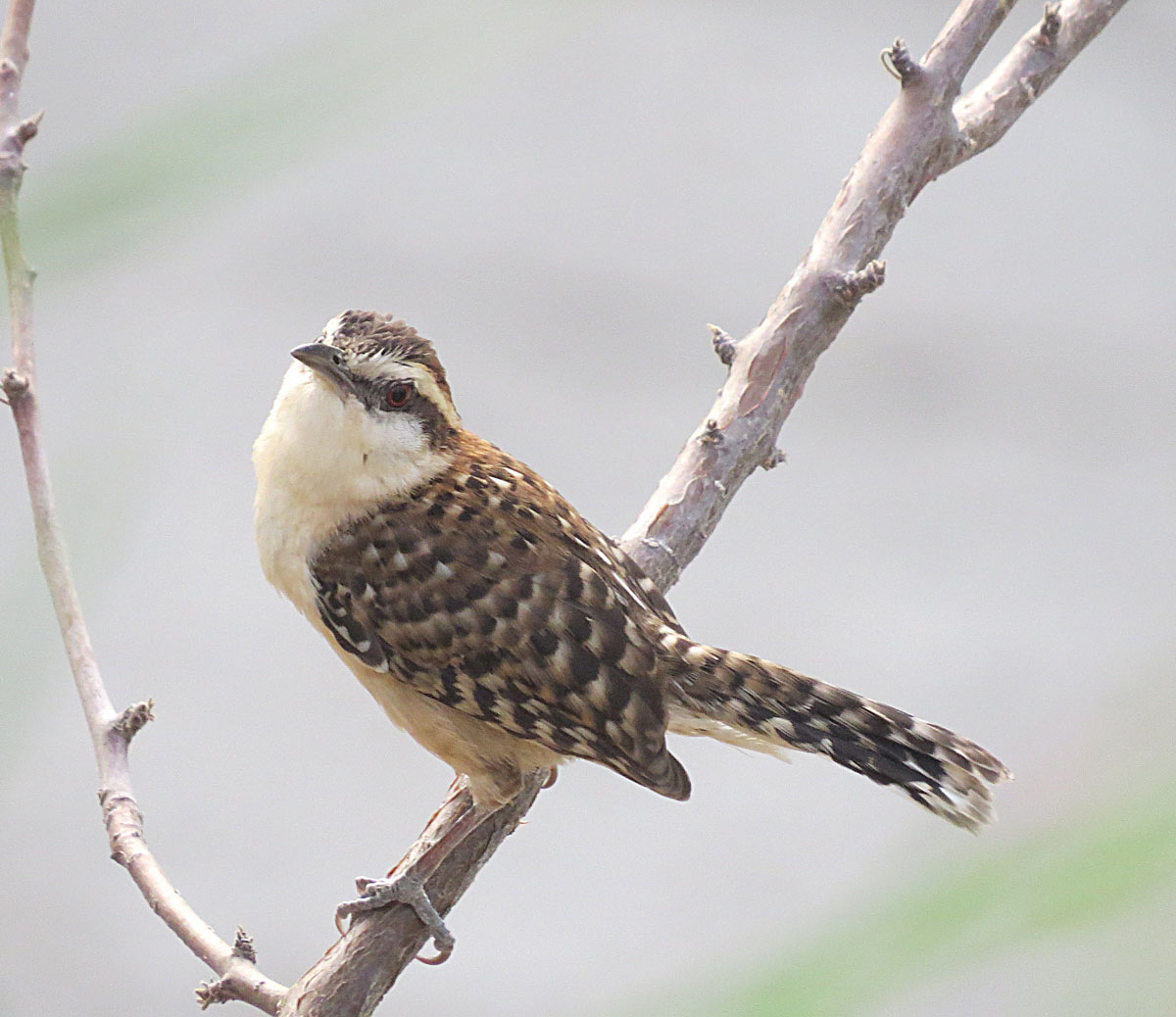
Мексиканський різжак

Довжина птаха становить 15-16 см, вага 27,8 г. Верхня частина голови рудувато-коричнева, шия і верхня частина спини каштанові,решта верхньої частини тіла темно-коричнева, поцяткована білуватими і блідо-коричнюватими смугами і плямами. Хвіст поцяткований чорнувато-коричневими і блідо-сірими смугами. Над очима білі "брови", через очі ідуть чорнуваті смуги, щоки білі, під дзьобом малопомітні чорнуваті "вуса". Горло і решта нижньої частини тіла білувата, груди з боків і боки мають рожевуватий відтінок. Нижні покривні пера хвоста поцятковані чорними смугами. Виду не притаманний статевий диморфізм.

## Поширення і екологія
Мексиканські різжаки мешкають на півдні Мексики, від Коліми через Мічоакан на південь до Герреро і на схід до Оахаки і південно-західного Чіапаса. Вони живуть в сухих тропічних лісах, чагарникових і кактусових заростях, зустрічаються на плантаціях і в мангрових заростях, на висоті до 1200 м над рівнем моря. Живляться комахами та іншими безхребетними. В Оахаці гніздування відбувається з травня до середини серпня. Гніздо кулеподібне з бічним входом, робиться парою птахів з трави і рослинних волокон, розміщується в колючих чагарниках або серед кактусів. Гніздова камера встелюється пухом і пір'ям. В кладці 4 білих або рудуватих яйця, поцяткованих коричневими, пурпуровими або чорними плямками.